# Château de Duras (Belgique)
Pour les articles homonymes, voir Duras.
Ne doit pas être confondu avec Château de Duras (France).
Le château de Duras est un château situé à Duras, entité de la commune belge de Saint-Trond.

## Histoire
Othon de Looz, devint comte de Duras et sous-avoué de Saint-Trond, par son mariage avec Ode, fille unique et héritière de Giselbert, comte de Duras, dont il adopta les armes avec le nom. Il porta ainsi que sa postérité “de sable, semé de fleurs de lis d’or”, et fit bâtir le château de Duras.
En 1789, le nouveau château fut construit pour le comte Jean-Joseph-Philippe van der Noot, baron de Meldert, par l'architecte Ghislain-Joseph Henry. Marié à Florence de Ruysschen, comtesse d’Elissem, sa fille Louise épousa le prince Louis de Ligne, fils de Charles-Joseph de Ligne, et sera la mère du prince Eugène Ier de Ligne. Veuve, Louise van der Noot épousa le comte Charles d’Oultremont, dont la famille devint propriétaire du château.

## Le château

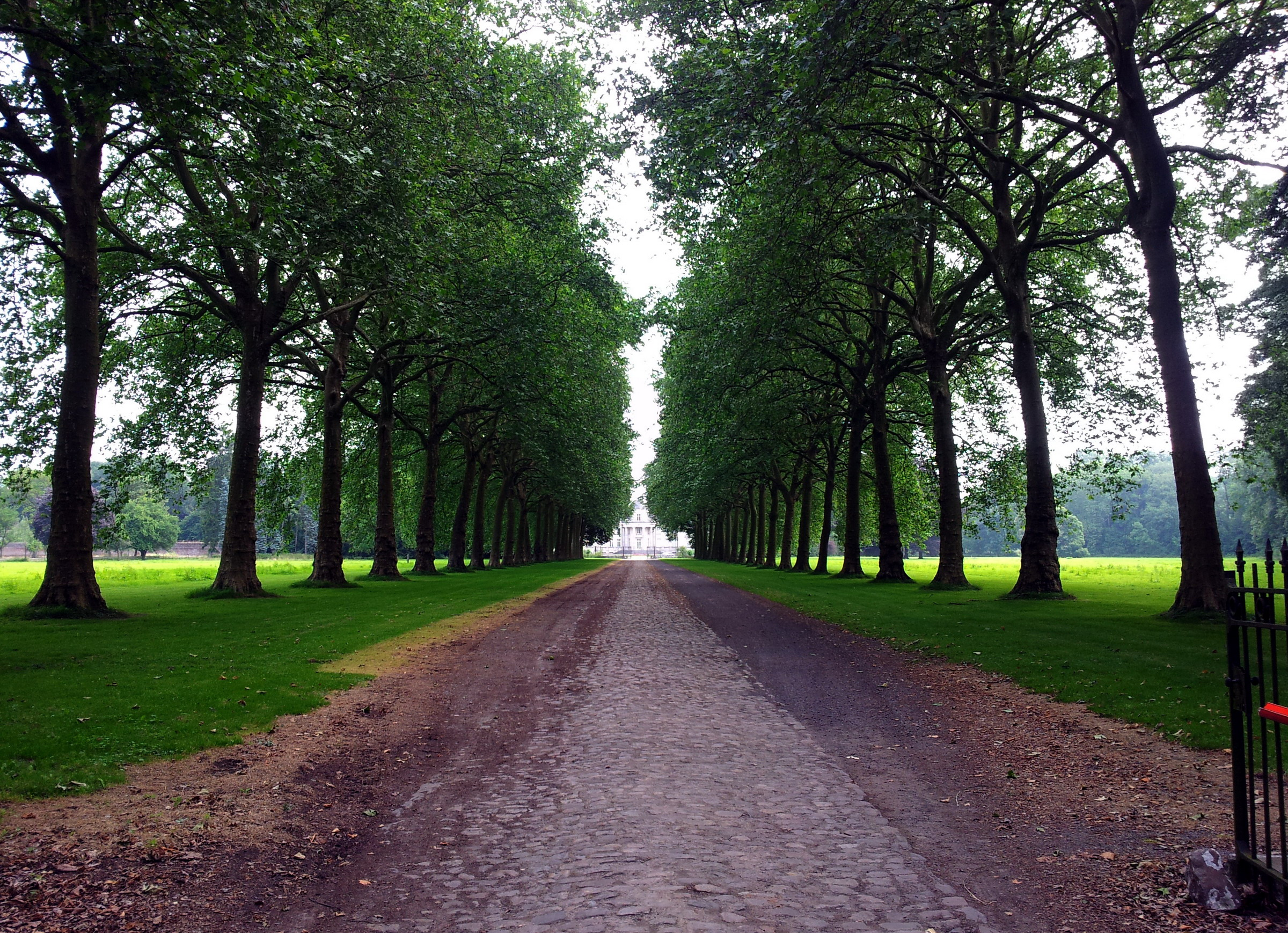
Allée des Platanes
conduisant au château